# Kvítkovice (Otrokovice)
Kvítkovice jsou část města Otrokovice v okrese Zlín. Leží na jihovýchodě území města a jejich jádro tvoří značně zachovaná původní vesnice rozšířená novou výstavbou. Patří k nim také sídliště Trávníky postavené na přelomu 60. a 70. let 20. stol. v trati Dolní louky. Prochází zde dálnice D55 a nachází se frekventovaná křižovatka silnic I/55 a I/49. Je zde evidováno 580 adres. Trvale zde žije 5097 obyvatel.
Kvítkovice mají samostatné katastrální území Kvítkovice u Otrokovic o rozloze 5,26 km2.

## Historie
První zmínka pochází z roku 1350. S Otrokovicemi byly spojeny v roce 1960.

## Pamětihodnosti
Původní vesnice má zachovaný tvar návesní ulicovky s navazující zástavbou podél komunikací do sousedních obcí. Dřívější Horní návsi (dnes ulice K. H. Máchy) upravené parkově a lemované řadovými domy dominuje kostel svaté Anny postavený v neoklasicistním stylu v roce 1899 a rozšířený roku 1941. Poblíž něj stojí socha svatého Jana Nepomuckého, pomník padlým v obou světových válkách, pomník pilota RAF Aloise Šišky a lípa vysazená na paměť založení Československé republiky. Pozoruhodná jsou ornamentálně zdobená vrata do dvora dochovaná u několika z bočně řazených statků.
V roce 2018 archeologové objevili na jihovýchodním okraji Kvítkovic sídliště z doby bronzové a v jeho rámci unikátní keramickou sošku zpodobňující muže, která dostala název Kvítkovický Apollon.